# Richard de Bures
Richard de Bures († wohl 9. Mai 1247 bei Tiberias) war von 1245 bis 1247 der siebzehnte Großmeister des Templerordens. Möglicherweise war er auch nur Stellvertreter des in Gefangenschaft des Sultans as-Salih von Ägypten befindlichen Großmeisters Armand de Périgord. Er war vielleicht mit den Herren von Bures-sur-Yvette (Île-de-France) verwandt. Gelegentlich wird auch angegeben, er stamme aus der Ballei Bure-les-Templiers (Côte-d’Or), der ersten Ballei des Templerordens in Frankreich.
Bevor Richard die Führung des Ordens übernahm, war er 1241 Kastellan der Ordensfestung Safed, die die Templer in diesem Jahr von Sultan as-Salih Ismail von Damaskus zurückerhalten hatten, und 1243 tritt er als Schiedsrichter im Namen des Ordens auf.
1244 hatten die Kreuzfahrer in der Schlacht von La Forbie eine verheerende Niederlage gegen die Ayyubiden erlitten. Der Templer-Großmeister Armand de Périgord war in der Schlacht in Gefangenschaft geraten oder gefallen. Da ein Großteil der Tempelritter ebenfalls gefallen war, fiel es wohl schwer die juristisch notwendigen Personen zu versammeln, um einen neuen Großmeister zu wählen. In dieser Situation übernahm Richard bis auf weiteres das Amt des Großmeisters. Seine genaue Stellung ist nicht präzise überliefert und in der Literatur umstritten.
Richard starb wahrscheinlich 1247 in der Schlacht beim See von Tiberias gegen die Ayyubiden, in deren Folge Tiberias zerstört wurde.